# Internationaux de Nouvelle-Calédonie 2009
Gli Internationaux de Nouvelle-Calédonie 2009 sono stati un torneo di tennis giocato nel 2009 sul cemento con palline Slazenger. Il torneo faceva parte della categoria ATP Challenger Series nell'ambito dell'ATP Challenger Tour 2009. Il torneo si è giocato a Nouméa in Nuova Caledonia, dal 5 al 12 gennaio 2009. Il montepremi previsto era di $75,000+H.
A causa della pioggia non si è giocato il torneo di doppio.

## Punti e Montepremi
|           | Vincitore | Finalista | SF     | QF     | 2R     | 1R   | Q |
| --------- | --------- | --------- | ------ | ------ | ------ | ---- | - |
| Punti     | 70        | 49        | 31     | 16     | 7      | 0    | 3 |
| $ Singolo | $10,800   | $6,360    | $3,750 | $2,200 | $1,290 | $780 |   |
| $ Doppio  | $4,650    | $2,700    | $1,620 | $960   | $540   |      |   |

## Campioni

### Singolare
Brendan Evans contro  Florian Mayer con il punteggio di 4–6, 6–3, 6–4

### Doppio
Il torneo è stato cancellato per pioggia prima della seconda semifinale.